# Tech in Asia
Tech in Asia – singapurski portal informacyjny poświęcony technice.
Serwis koncentruje się na Azji. Jest to największe przedsiębiorstwo mediowe zajmujące się światem techniki w tym regionie, publikujące treści w języku angielskim.
Portal został uruchomiony w 2010 roku, a jego założycielem jest Willis Wee. Oprócz wersji anglojęzycznej serwis ma również swoją odsłonę w języku indonezyjskim.
W ciągu miesiąca witryna „Tech in Asia” odnotowuje ponad milion wizyt (stan na 2020 rok).